# The party is over
The party is over is een muzikale voorstelling rond tien bekende zangeressen.
Het stuk ging oorspronkelijk in première in de winter van het theaterseizoen 2002-2003 bij de musicalafdeling van het Koninklijk Ballet van Vlaanderen.
In 2007 bracht Judas TheaterProducties de voorstelling opnieuw tot leven in de Rode Zaal van het Fakkelteater in Antwerpen. De voorstelling werd daarna nog meermaals hernomen.

## Verhaal
In The party is over brengt Anne Mie Gils tien zangeressen opnieuw tot leven aan de hand van hun liedjes en verschillende anekdotes uit hun leven. Op die manier brengt ze ook de tragiek van deze vrouwen aan het licht. 
Bessie Smith, Patsy Cline, Janis Joplin, Billie Holiday, Édith Piaf, Dalida, Ann Christy, Marilyn Monroe, Judy Garland en Dinah Washington passeren de revue. Allen hadden ze hetzelfde motto: It's better to burn out than to fade away.

## Medewerkers
- Regie: Jan Verbist
- Musical director en arrangementen: Pol Vanfleteren
- Digitale scenografie: Harry De Neve
- Lichtontwerp: Dirk Ceulemans
- Geluidsontwerp: Stefan De Reese
- Uitvoering: Anne Mie Gils

## Cd
Ter gelegenheid van de productie werd er een cd uitbracht met daarop 10 liedjes uit de voorstelling.
Hierop zingt Anne Mie Gils de volgende nummers:
1. Bessie Smith: Take Me for a Buggy Ride
2. Billie Holiday: My Man
3. Marilyn Monroe: Diamonds Are a Girl's Best Friend
4. Patsy Cline: Crazy
5. Édith Piaf: Padam
6. Dinah Washington: Making Whoopee
7. Judy Garland: Over the Rainbow
8. Janis Joplin: Try (Just a Little Bit Harder)
9. Ann Christy: De roos
10. Dalida: Pour ne pas vivre seul
11. The party is over: Ergens onderweg

'14-'18 · '40-'45 (België) · '40-'45 (Nederland) · 1830 · De 3 Biggetjes · 3 Musketiers · Aida · Albert I · Alice in Wonderland · A xXxmas Carola · Anatevka · Assepoester · Belle en het Beest · Billie Holiday · Bloedbroeders · The Bodyguard · Cabaret · Camelot · Cats · Chicago · Ciske de Rat · Cyrano de Bergerac · De Schone van Boskoop · Daens · Damiaan · Dirty Dancing · Doe Maar! · Domino · Doornroosje · Dracula · Drood · Elisabeth · Evita · Fame · De Finale · Flashdance · Foxtrot · Goodbye, Norma Jeane · Grease · Hair · High School Musical · De Jantjes · Jeanne d'Arc · Jekyll & Hyde · Jersey Boys · Jesus Christ Superstar · Kadanza · De kleine zeemeermin · Koning van Katoren · Kruimeltje · Kuifje: De Zonnetempel · Kunt u mij de weg naar Hamelen vertellen, mijnheer? · The Last Five Years · Lelies · The Lion King · The Little Mermaid · Love Story · Lover of Loser · Mamma Mia! · De man van La Mancha · Marie-Antoinette · Mary Poppins · Les Misérables · Miss Saigon · Muerto! · De Muze van Rubens · My Fair Lady · On Your Feet! · Op hoop van Zegen · Oorlogswinter · The Passion · Pauline & Paulette · The Phantom of the Opera · Pinokkio · Red Star Line · Rembrandt · Robin Hood · Romeo en Julia, van Haat tot Liefde · De Rozenoorlog · Rubens · Shhh...it happens! · Shrek · Soldaat van Oranje · Spring Awakening · De sprookjesmusical Klaas Vaak · Sneeuwwitje · The Sound of Music · Tarzan · Titanic · Turks fruit · Urinetown · De Vliegende Hollander · Wat Zien Ik?! · Wicked · The Wild Party · The Wiz · Wickie de viking de musical
    Portaal Musical